# بونا بايابوا
بونا بايابوا (بالإنجليزية: Poona Bayabao)‏ هي بلدية (تقسيم إداري من الدرجة الرابعة) في الفلبين. حسب تعداد سنة 2015 فعدد السكان كان 22,227 شخص.

## المناخ
يظهر الجدول التالي التغييرات المناخية على مدار السنة لبونا بايابوا:
| البيانات المناخية لـبونا بايابوا  | البيانات المناخية لـبونا بايابوا | البيانات المناخية لـبونا بايابوا | البيانات المناخية لـبونا بايابوا | البيانات المناخية لـبونا بايابوا | البيانات المناخية لـبونا بايابوا | البيانات المناخية لـبونا بايابوا | البيانات المناخية لـبونا بايابوا | البيانات المناخية لـبونا بايابوا | البيانات المناخية لـبونا بايابوا | البيانات المناخية لـبونا بايابوا | البيانات المناخية لـبونا بايابوا | البيانات المناخية لـبونا بايابوا | البيانات المناخية لـبونا بايابوا |
| الشهر                             | يناير                            | فبراير                           | مارس                             | أبريل                            | مايو                             | يونيو                            | يوليو                            | أغسطس                            | سبتمبر                           | أكتوبر                           | نوفمبر                           | ديسمبر                           | المعدل السنوي                    |
| --------------------------------- | -------------------------------- | -------------------------------- | -------------------------------- | -------------------------------- | -------------------------------- | -------------------------------- | -------------------------------- | -------------------------------- | -------------------------------- | -------------------------------- | -------------------------------- | -------------------------------- | -------------------------------- |
| متوسط درجة الحرارة الكبرى °م (°ف) | 24 (75)                          | 24 (75)                          | 25 (77)                          | 26 (79)                          | 26 (79)                          | 25 (77)                          | 25 (77)                          | 25 (77)                          | 25 (77)                          | 25 (77)                          | 25 (77)                          | 25 (77)                          | 25 (77)                          |
| متوسط درجة الحرارة الصغرى °م (°ف) | 20 (68)                          | 20 (68)                          | 20 (68)                          | 20 (68)                          | 21 (70)                          | 21 (70)                          | 20 (68)                          | 20 (68)                          | 20 (68)                          | 21 (70)                          | 20 (68)                          | 20 (68)                          | 20 (69)                          |
| الهطول مم (إنش)                   | 159 (6.3)                        | 143 (5.6)                        | 166 (6.5)                        | 183 (7.2)                        | 357 (14.1)                       | 414 (16.3)                       | 333 (13.1)                       | 309 (12.2)                       | 289 (11.4)                       | 285 (11.2)                       | 253 (10.0)                       | 166 (6.5)                        | 3٬057 (120.4)                    |
| متوسط الأيام الممطرة              | 18.4                             | 17.2                             | 20.6                             | 23.4                             | 29.3                             | 29.2                             | 29.9                             | 29.4                             | 27.7                             | 28.7                             | 25.5                             | 19.9                             | 299.2                            |
| المصدر: Meteoblue                 |                                  |                                  |                                  |                                  |                                  |                                  |                                  |                                  |                                  |                                  |                                  |                                  |                                  |